# Страна муми-троллей
Страна муми-троллей (фин. Muumimaailma, швед. Muminvärlden, официальное английское наименование Moomin World, в русскоязычной прессе также именуется Муми-парк) — тематический парк, посвящённый героям серии книг Туве Янссон о Муми-троллях. Расположен на острове Кайло близ старой части города Наантали в Юго-Западной Финляндии. На остров ведёт 250 метровый понтонный мост.

## История парка

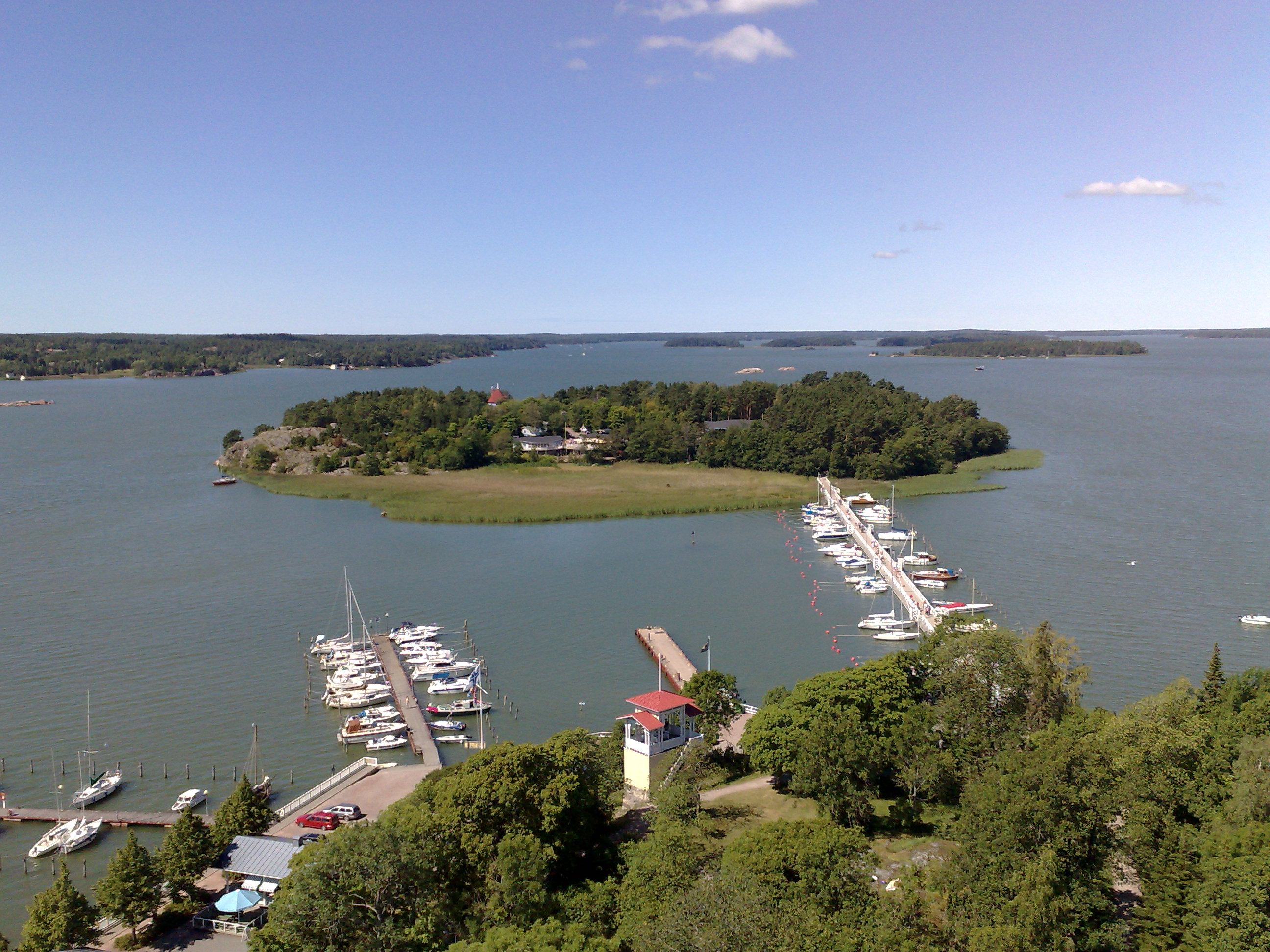
Вид на остров Кайло

Основатель парка — финский продюсер и предприниматель Деннис Ливсон (1946—2013). Парк был открыт летом 1993 года.

## Достопримечательности
Персонал парка — артисты в костюмах героев книг — постоянно развлекают и обнимают детей, устраивают для них различные шоу. Среди достопримечательностей парка можно отметить Муми-дом, «говорящие деревья», лабиринт и др. В театре несколько раз в день происходят представления на финском, шведском и английском языках.
Парк открыт с первой недели июня по последнюю неделю августа (в разные годы даты могут сдвигаться, поэтому лучше сверять время посещения с сайтом парка).
В 2006 году парк посетило 281 402 человек. Популярность муми-троллей в мире породило необычное явление, особенно среди японских туристов — появилась мода на проведение свадьбы в Стране Муми.
На соседнем острове также расположен тематический детский парк Остров приключений Вяски, развлечения которого посвящены тематике «дикого Запада». Вяски закрывается на неделю раньше Страны муми-троллей. Возможно посещение обоих парков по комбинированному 2-дневному билету.
В зимнее время на острова можно попасть свободно, в том числе по льду.